# El Rastell
El Rastell és una muntanya de 527 metres que es troba al municipi de Roquetes, a la comarca catalana del Baix Ebre.
Al cim podem trobar-hi un vèrtex geodèsic (referència 246156001).